# Parablennius gattorugine
Parablennius gattorugine (noto in italiano come bavosa ruggine o bavosa gattorugine) è un pesce marino della famiglia dei Blenniidae.

## Habitat e distribuzione
È diffuso nel mar Mediterraneo occidentale dove è comune anche nei mari italiani, nel mar di Marmara (ma non nel mar Nero) e nell'Oceano Atlantico orientale dall'Irlanda al Marocco.

Vive in zone rocciose ricche di fessure e nascondigli a profondità abbastanza alte per un blennide, tra 3 e 40 m.

## Descrizione
Specie con tentacoli sopraorbitali a ciuffo con forma di abete. La testa è grande e le labbra vistose. Colorazione variabile tra il giallo cupo e il marrone caffè, con fasce scure verticali, spesso con un sottilissimo bordo chiaro, che continuano sulla pinna dorsale, che non presenta incisione mediana. Spesso ha un'apparenza reticolata dovuta ad un reticolo di sottili linee molto chiare sovrapposte al disegno principale.

Può eccezionalmente raggiungere i 30 cm di lunghezza.

## Riproduzione
Le uova vengono deposte in primavera in una fessura e vengono poi guardate dal maschio.